# Melchior Volmar

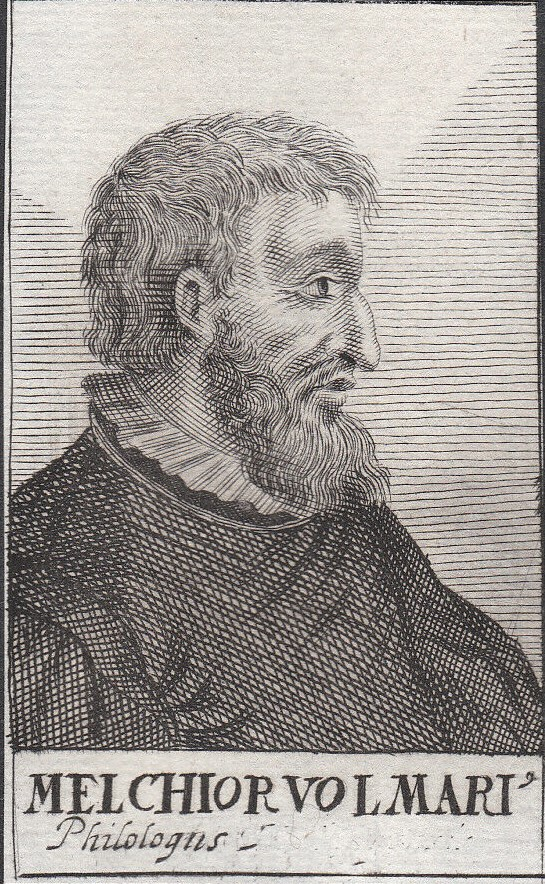
Melchior Volmar (Kupferstich, 17. Jh.)

Melchior Volmar (auch: Melchior Rufus Volmar, gen. Roth oder Rot; auch: Melior Volmarius; * 1497 in Rottweil; † 1. August 1560 in Isny) war ein Jurist und Philologe.

## Leben
Der in Rottweil aufgewachsene Melchior Volmar besuchte im verbündeten Bern ab 1510 die Stadtschule und gehörte auch der Kantorei des Berner Chorherrenstifts St. Vinzenz an. Sein Verwandter Valerius Anshelm hat ihn wahrscheinlich bei sich aufgenommen, und er kam dort auch mit Rubellus und Berthold Haller in Kontakt. 1514 bis 1516 besuchte er die Schule in Tübingen, wo er Philipp Melanchton kennenlernte und den Baccalaureus machte. 1516 bis 1518 war er Provisor der bernischen Kantorei und 1520 bis 1521 Vorsteher der Stadtschule. 1519 hielt er sich in Freiburg im Breisgau auf.
1521 empfahl die Berner Regierung ihn dem französischen König als Stipendiat. So konnte er an der Universität Paris die griechische Sprache studieren. Durch seinen Lehrer Jakob Thusanus wurde er in die griechische Prosaik eingeführt. Petrus Danesius gab ihm die Grammatik des Demetrius Chalcondylas, die er wenige Jahre später selbst herausgab. Schon 1522 erhielt er eine erste Stelle als Magister der Freien Künste in Paris, wo er drei Jahre lehrte. 1523 ließ er zwei Bände von Homer mit seinen Anmerkungen drucken, 1524 wurde er zum Receptor und Procurator ernannt. Der humanistische Gelehrte und Bibelübersetzer Faber Stapulensis machte ihn mit den Lehren der Reformation bekannt und vertraut, so dass er Paris verlassen wollte. Ab 1527 lehrte er an einer Privatschule in Orléans und dann auf Ersuchen von Margarete von Navarra an der Universität in Bourges, wo Theodor Beza und Johannes Calvin seine Schüler waren. Bereits 1528 nahm er den neunjährigen Beza in seine Obhut und unterwies ihn in den geisteswissenschaftlichen Fächern. Mit Calvin blieb er zeit seines Lebens in Briefkontakt. 1530 zog seine Frau Margarete aus Isny zu ihm nach Bourges.
Wegen der königlichen Religionsdekrete, die gegen die Protestanten gerichtet waren, musste Volmar Frankreich 1534 oder 1535 verlassen. Er zog über Basel, Zürich und St. Gallen nach Tübingen, wo Herzog Ulrich daran war, evangelische Professoren an der Universität zu installieren. Er konnte 1535 bis 1537 Griechisch und Recht lesen, danach Griechisch und Lateinisch unterrichten. 1549 wurde er Dekan seiner Fakultät und auch Rektor. Er nahm immer wieder Lehrer bei sich auf, so war 1553 Pietro Paolo Vergerio sein Hausgenosse. Er pflegte eine umfangreiche Korrespondenz, wobei Heinrich Bullinger, Ambrosius Blarer, Wolfgang Musculus, Joachim Vadian, Pierre Viret, Heinrich Glarean und Joachim Camerarius der Ältere die bekanntesten Adressaten waren. Als Anhänger des reformierten Glaubens war er mit der zunehmenden lutherischen Ausrichtung in Württemberg nicht einverstanden und wurde deswegen angefeindet. Gesandtschaftsreisen unternahm er 1555 und 1557 zu Herzog Christoph. 1556 nahm er wegen fortschreitender Krankheit seine Entlassung an, 1557 zog er nach Isny, wo er 1561 gleichzeitig mit seiner Frau starb. Sie erhielten auch ein gemeinsames Grab dort.

## Schriften
- Homeri Iliados libri duo : una cum annotatiunculis Volmarii, passim suis locis adpositis, 1523 (griechisch und lateinisch)
- Demetrii Chalcondylae Grammaticae Institutiones Graecae: graece initiandis mire utiles, 1525
- Demetrio Calcondila Erotemata, sive Institutiones Grammaticae, initiandis Graece linguae studiosis, vel magno Budaeo teste. Acc. item Emmanuelis Moschopuli de Nominum ac verborum Syntaxi libellus, 1546